# World RX de Francia 2021
El World RX de Francia 2021, originalmente Bretagne World RX of France fue la tercera prueba de la Temporada 2021 del Campeonato Mundial de Rallycross. Se celebró del 4 al 5 de septiembre de 2021 en el Circuito de Lohéac ubicado en la comuna de Lohéac, Región de Bretaña, Francia.
Esta prueba fue testigo del dominio abrumador del Hansen World RX Team: el equipo logró su tercer 1-2 de forma consecutiva, con Timmy ganándole nuevamente a Kevin. El Hansen World RX Team hizo historia al convertirse en el primer equipo en lograr tres 1-2 de forma consecutiva y el segundo equipo en ganar las tres primeras rondas de la temporada por detrás del EKS RX quién lo consiguiera en la temporada 2017. El piloto que acompañó a los Hansen en el podio fue el finés Niclas Grönholm.
En su primer evento en el RX2e, el francés Dorian Deslandes logró la victoria consiguiendó además el pleno de puntos. Fue escoltado en el podio por el experimentado letón Reiniss Nitišs, quien además de Deslandes, subió al podio en su primer evento y por el líder del campeonato, el belga Guillaume De Ridder.

## RX1

### Series
| Pos. | No. | Piloto               | Equipo                          | Auto                   | Q1  | Q2  | Q3  | Q4  | Pts |
| ---- | --- | -------------------- | ------------------------------- | ---------------------- | --- | --- | --- | --- | --- |
| 1    | 1   | Johan Kristoffersson | KYB EKS JC                      | Audi S1 EKS RX Quattro | 2º  | 1º  | 1º  | 2º  | 16  |
| 2    | 68  | Niclas Grönholm      | GRX-Set World RX Team           | Hyundai i20            | 1º  | 3º  | 5º  | 3º  | 15  |
| 3    | 21  | Timmy Hansen         | Hansen World RX Team            | Peugeot 208            | 4º  | 7º  | 3º  | 1º  | 14  |
| 4    | 9   | Kevin Hansen         | Hansen World RX Team            | Peugeot 208            | 3º  | 4º  | 2º  | 5º  | 13  |
| 5    | 69  | Kevin Abbring        | UNKORRUPTED                     | Renault Mégane R.S.    | 6º  | 2º  | 6º  | 4º  | 12  |
| 6    | 23  | Krisztián Szabó      | GRX-Set World RX Team           | Hyundai i20            | 5º  | 6º  | 4º  | 7º  | 11  |
| 7    | 44  | Timo Scheider        | ALL-INKL.COM Münnich Motorsport | SEAT Ibiza             | 8º  | 5º  | 8º  | 6º  | 10  |
| 8    | 91  | Enzo Ide             | KYB EKS JC                      | Audi S1 EKS RX Quattro | 7º  | 8º  | 7º  | 8º  | 9   |
| 9    | 2   | Ollie O'Donovan      | Ollie O'Donovan                 | Ford Fiesta RX1        | 10º | 10º | 9º  | 9º  | 8   |
| 10   | 84  | Hervé Knapick        | Hervé Knapick                   | Citroën DS3            | 9º  | 9º  | 10º | 10º | 7   |

### Semifinales
Semifinal 1
| Pos. | No. | Piloto               | Equipo                          | Tiempo    | Pts |
| ---- | --- | -------------------- | ------------------------------- | --------- | --- |
| 1    | 21  | Timmy Hansen         | Hansen World RX Team            | 03:45.037 | 6   |
| 2    | 44  | Timo Scheider        | ALL-INKL.COM Münnich Motorsport | +1.073    | 5   |
| 3    | 1   | Johan Kristoffersson | KYB EKS JC                      | +2.276    | 4   |
| 4    | 69  | Kevin Abbring        | UNKORRUPTED                     | +2.339    | 3   |
| 5    | 2   | Ollie O'Donovan      | Ollie O'Donovan                 | +11.825   | 2   |

Semifinal 2
| Pos. | No. | Piloto          | Equipo                | Tiempo    | Pts |
| ---- | --- | --------------- | --------------------- | --------- | --- |
| 1    | 9   | Kevin Hansen    | Hansen World RX Team  | 03:44.937 | 6   |
| 2    | 23  | Krisztián Szabó | GRX-Set World RX Team | +1.177    | 5   |
| 3    | 68  | Niclas Grönholm | GRX-Set World RX Team | +1.571    | 4   |
| 4    | 91  | Enzo Ide        | KYB EKS JC            | +1.968    | 3   |
| 5    | 84  | Hervé Knapick   | Hervé Knapick         | +9.976    | 2   |

### Final
| Pos. | No. | Piloto          | Equipo                          | Tiempo    | Pts |
| ---- | --- | --------------- | ------------------------------- | --------- | --- |
| 1    | 21  | Timmy Hansen    | Hansen World RX Team            | 03:44.217 | 8   |
| 2    | 9   | Kevin Hansen    | Hansen World RX Team            | +0.652    | 5   |
| 3    | 68  | Niclas Grönholm | GRX-Set World RX Team           | +2.235    | 4   |
| 4    | 69  | Kevin Abbring‡  | UNKORRUPTED                     | +4.729    | 3   |
| 5    | 23  | Krisztián Szabó | GRX-Set World RX Team           | +4.968    | 2   |
| 6    | 44  | Timo Scheider   | ALL-INKL.COM Münnich Motorsport | +12.702   | 1   |

‡ Kevin Abbring terminó las semifinales en la 7° posición, sin embargo fue promovido a la final debido a que Johan Kristoffersson no pudo tomar la partida.

## RX2e

### Series
| Pos. | No. | Piloto              | Equipo                    | Auto          | Q1  | Q2  | Q3  | Q4  | Pts |
| ---- | --- | ------------------- | ------------------------- | ------------- | --- | --- | --- | --- | --- |
| 1    | 11  | Dorian Deslandes    | Olsbergs MSE              | OMSE QEV RX2e | 1º  | 1º  | 6º  | 3º  | 16  |
| 2    | 96  | Guillaume De Ridder | Guillaume De Ridder       | OMSE QEV RX2e | 3º  | 3º  | 3º  | 1º  | 15  |
| 3    | 15  | Reiniss Nitišs      | RN Kapersky Racing Team   | OMSE QEV RX2e | 4º  | 6º  | 1º  | 2º  | 14  |
| 4    | 113 | Cyril Raymond       | Cyril Raymond             | OMSE QEV RX2e | 5º  | 2º  | 2º  | 6º  | 13  |
| 5    | 47  | Jesse Kallio        | Olsbergs MSE              | OMSE QEV RX2e | 2º  | 4º  | 10º | 4º  | 12  |
| 6    | 82  | Isak Sjökvist       | Isak Sjökvist             | OMSE QEV RX2e | 6º  | 5º  | 8º  | 7º  | 11  |
| 7    | 14  | Nils Andersson      | Kristoffersson Motorsport | OMSE QEV RX2e | 7º  | 7º  | 5º  | 8º  | 10  |
| 8    | 13  | Patrick O'Donovan   | Patrick O'Donovan         | OMSE QEV RX2e | 9º  | 9º  | 4º  | 10º | 9   |
| 9    | 5   | Pablo Suárez        | Monlau Compéticion        | OMSE QEV RX2e | 8º  | 8º  | 7º  | 9º  | 8   |
| 10   | 121 | Conner Martell      | Olsbergs MSE              | OMSE QEV RX2e | 10º | DSQ | 9º  | 5º  | 7   |

### Semifinales
Semifinal 1
| Pos. | No. | Piloto           | Equipo                    | Tiempo    | Pts |
| ---- | --- | ---------------- | ------------------------- | --------- | --- |
| 1    | 11  | Dorian Deslandes | Olsbergs MSE              | 03:51.227 | 6   |
| 2    | 15  | Reiniss Nitišs   | RN Kapersky Racing Team   | +0.311    | 5   |
| 3    | 47  | Jesse Kallio     | Olsbergs MSE              | +1.698    | 4   |
| 4    | 14  | Nils Andersson   | Kristoffersson Motorsport | +2.583    | 3   |
| 5    | 5   | Pablo Suárez     | Monlau Compéticion        | +3.508    | 2   |

Semifinal 2
| Pos. | No. | Piloto              | Equipo              | Tiempo    | Pts |
| ---- | --- | ------------------- | ------------------- | --------- | --- |
| 1    | 96  | Guillaume De Ridder | Guillaume De Ridder | 03:51.120 | 6   |
| 2    | 121 | Conner Martell      | Olsbergs MSE        | +0.776    | 5   |
| 3    | 82  | Isak Sjökvist       | Isak Sjökvist       | +3.555    | 4   |
| 4    | 113 | Cyril Raymond       | Cyril Raymond       | +3.814    | 3   |
| 5    | 13  | Patrick O'Donovan   | Patrick O'Donovan   | +5.033    | 2   |

### Final
| Pos. | No. | Piloto              | Equipo                  | Tiempo    | Pts |
| ---- | --- | ------------------- | ----------------------- | --------- | --- |
| 1    | 11  | Dorian Deslandes    | Olsbergs MSE            | 03:51.971 | 8   |
| 2    | 15  | Reiniss Nitišs      | RN Kapersky Racing Team | +0.334    | 5   |
| 3    | 96  | Guillaume De Ridder | Guillaume De Ridder     | +0.730    | 4   |
| 4    | 47  | Jesse Kallio        | Olsbergs MSE            | +1.353    | 3   |
| 5    | 121 | Conner Martell      | Olsbergs MSE            | +2.115    | 2   |
| 6    | 82  | Isak Sjökvist       | Isak Sjökvist           | +3.752    | 1   |

## Campeonatos tras la prueba
| Pos | Piloto               | Pts | Dif |
| --- | -------------------- | --- | --- |
| 1   | Timmy Hansen         | 85  |     |
| 2   | Kevin Hansen         | 75  | +10 |
| 3   | Krisztián Szabó      | 58  | +27 |
| 4   | Johan Kristoffersson | 57  | +28 |
| 5   | Kevin Abbring        | 55  | +30 |

| Pos | Piloto              | Pts | Dif |
| --- | ------------------- | --- | --- |
| 1   | Guillaume De Ridder | 76  |     |
| 2   | Jesse Kallio        | 69  | +7  |
| 3   | Fraser McConnell    | 49  | +27 |
| 4   | Patrick O'Donovan   | 45  | +31 |
| 5   | Pablo Suárez        | 41  | +35 |

- Nota: Sólo se incluyen las cinco posiciones principales.